# House show

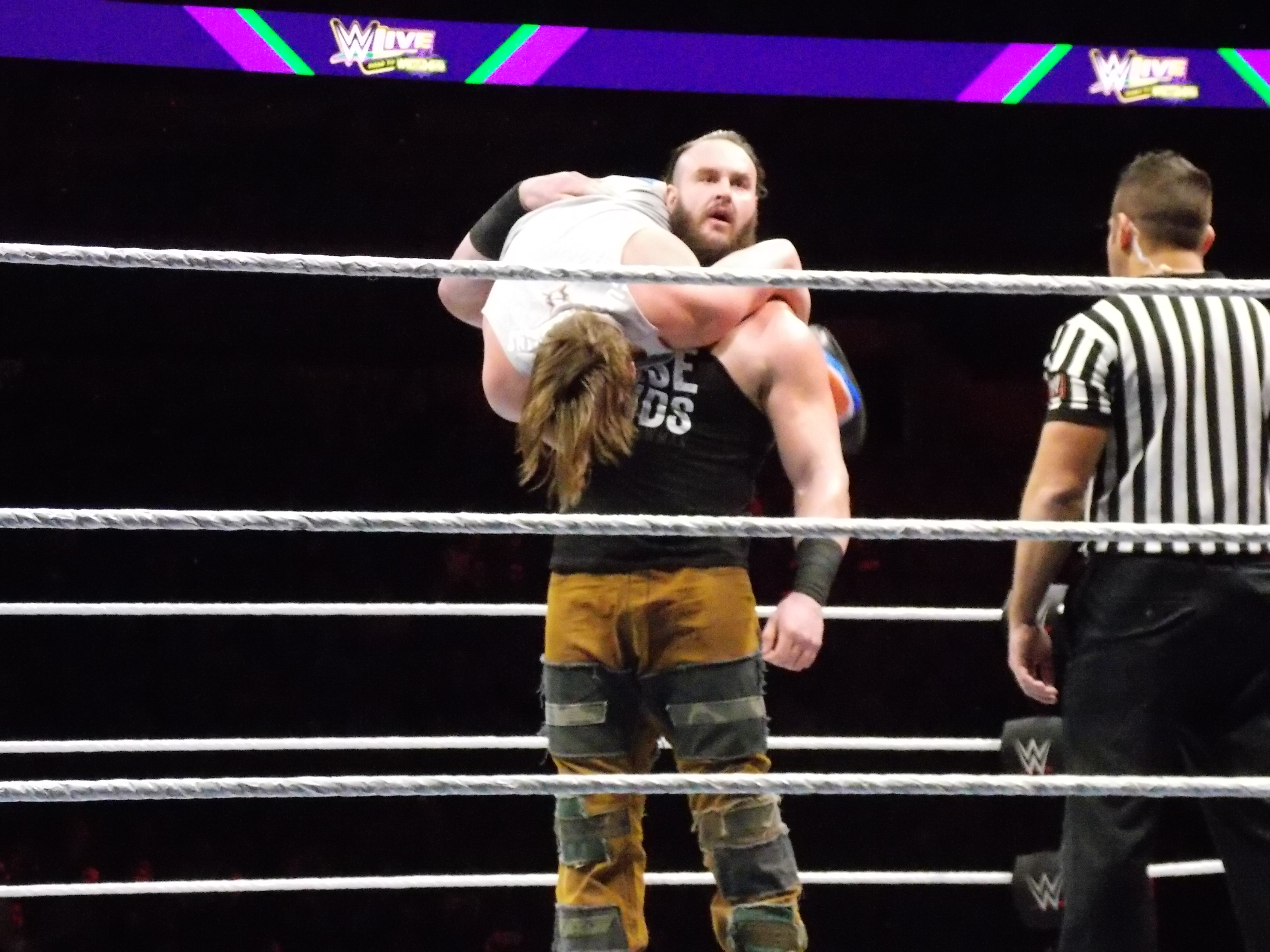
Podiumset van een WWE Live-show

Een WWE Live House show is een professioneel worstelshow die georganiseerd wordt door worstelorganisatie WWE waarbij deze show niet wordt uitgezonden op de televisie. De organisatie gebruikt de house show om hun worstelaars voor te bereiden voor bepaalde grote televisie- en pay-per-view-evenementen. En om wereldwijd fans tegemoet te komen. 
De WWE houdt vooral house shows op Raw, SmackDown, de show vindt meestal voor of na de uitzenduren plaats. In het verleden hield de WWE deze show op Madison Square Garden, maar tegenwoordig ook wereldwijd. De WWE Live house shows hebben enkele keren in Nederland plaatsgevonden, waarvan de laatste werd gehouden op 30 maart 2025 in Ziggo Dome,	Amsterdam.
1. ↑  WWE Road to WrestleMania - zondag 30 maart 2025